# NSB El 14
De El 14 is een elektrische locomotief voor het personenvervoer en het goederenvervoer van de Norges Statsbaner (NSB) en van NSB Gods (tegenwoordig CargoNet).

## Geschiedenis
De locomotief werd ontwikkeld en gebouwd door Thunes mekaniske verksted in Oslo. De elektrische installatie werd door Norsk Elektrisk & Brown Boveri (NEBB) gebouwd. Deze locomotief heeft net als de serie El 15 twee drie assige draaistellen.
Deze locomotieven doen tegenwoordig uitsluitend dienst in het goederenvervoer van CargoNet, vroeger bekend als NSB Gods.

### Ongevallen
Op 22 februari 1975 botsten bij Tretten op de spoorlijn Oslo–Trondheim de sneltrein 351 uit Oslo en de sneltrein 404 uit Trondheim frontaal op elkaar. Hierbij waren 27 doden en 25 gewonden te betreuren. Dit was een van de grootste ongelukken in de Noorse spoorweggeschiedenis.
Bij dit ongeval werden de locomotieven 14.2183 en 14.2197 zwaar beschadigd en later gesloopt.
In 1969 gebeurde bij Straumsnes aan de spoorlijn Luleå–Narvik een soortgelijk ongeval.
Op 23 december 2005 raakte bij een botsing met een vallend rotsblok tussen Bulken en Evanger op de spoorlijn Oslo–Bergen locomotief 14.2175 zwaar beschadigd. Hij werd ter plaatse gesloopt.

## Constructie en techniek
De locomotief heeft een stalen frame. Bij de draaistellen drijft een elektromotor een as aan.

### Nummers
Deze locomotieven werden door de Norges Statsbaner (NSB) als volgt genummerd:
| Lijst van de El. 14 |                         |               |                                                    |
| Nummer              | Eigenaar                | Fabrikanten   | Opmerkingen                                        |
| 2164                | Norges Statsbaner (NSB) | Thune en NEBB |                                                    |
| 2165                | Norges Statsbaner (NSB) | Thune en NEBB |                                                    |
| 2166                | Norges Statsbaner (NSB) | Thune en NEBB |                                                    |
| 2167                | Norges Statsbaner (NSB) | Thune en NEBB |                                                    |
| 2168                | Norges Statsbaner (NSB) | Thune en NEBB |                                                    |
| 2169                | Norges Statsbaner (NSB) | Thune en NEBB |                                                    |
| 2170                | Norges Statsbaner (NSB) | Thune en NEBB |                                                    |
| 2171                | Norges Statsbaner (NSB) | Thune en NEBB |                                                    |
| 2172                | Norges Statsbaner (NSB) | Thune en NEBB |                                                    |
| 2173                | Norges Statsbaner (NSB) | Thune en NEBB |                                                    |
| 2174                | Norges Statsbaner (NSB) | Thune en NEBB |                                                    |
| 2175                | Norges Statsbaner (NSB) | Thune en NEBB | Ongeval tussen Bulken en Evanger, gesloopt in 2005 |
| 2176                | Norges Statsbaner (NSB) | Thune en NEBB |                                                    |
| 2177                | Norges Statsbaner (NSB) | Thune en NEBB |                                                    |
| 2178                | Norges Statsbaner (NSB) | Thune en NEBB |                                                    |
| 2179                | Norges Statsbaner (NSB) | Thune en NEBB |                                                    |
| 2180                | Norges Statsbaner (NSB) | Thune en NEBB |                                                    |
| 2181                | Norges Statsbaner (NSB) | Thune en NEBB |                                                    |
| 2182                | Norges Statsbaner (NSB) | Thune en NEBB |                                                    |
| 2183                | Norges Statsbaner (NSB) | Thune en NEBB | Ongeval bij Tretten, gesloopt in 1975              |
| 2184                | Norges Statsbaner (NSB) | Thune en NEBB |                                                    |
| 2185                | Norges Statsbaner (NSB) | Thune en NEBB |                                                    |
| 2186                | Norges Statsbaner (NSB) | Thune en NEBB |                                                    |
| 2187                | Norges Statsbaner (NSB) | Thune en NEBB |                                                    |
| 2188                | Norges Statsbaner (NSB) | Thune en NEBB |                                                    |
| 2189                | Norges Statsbaner (NSB) | Thune en NEBB |                                                    |
| 2190                | Norges Statsbaner (NSB) | Thune en NEBB |                                                    |
| 2197                | Norges Statsbaner (NSB) | Thune en NEBB | Ongeval bij Tretten, gesloopt in 1975              |
| 2198                | Norges Statsbaner (NSB) | Thune en NEBB |                                                    |
| 2199                | Norges Statsbaner (NSB) | Thune en NEBB |                                                    |
| 2200                | Norges Statsbaner (NSB) | Thune en NEBB |                                                    |

## Treindiensten
De locomotieven worden door de CargoNet ingezet in het goederenvervoer.

## Foto's

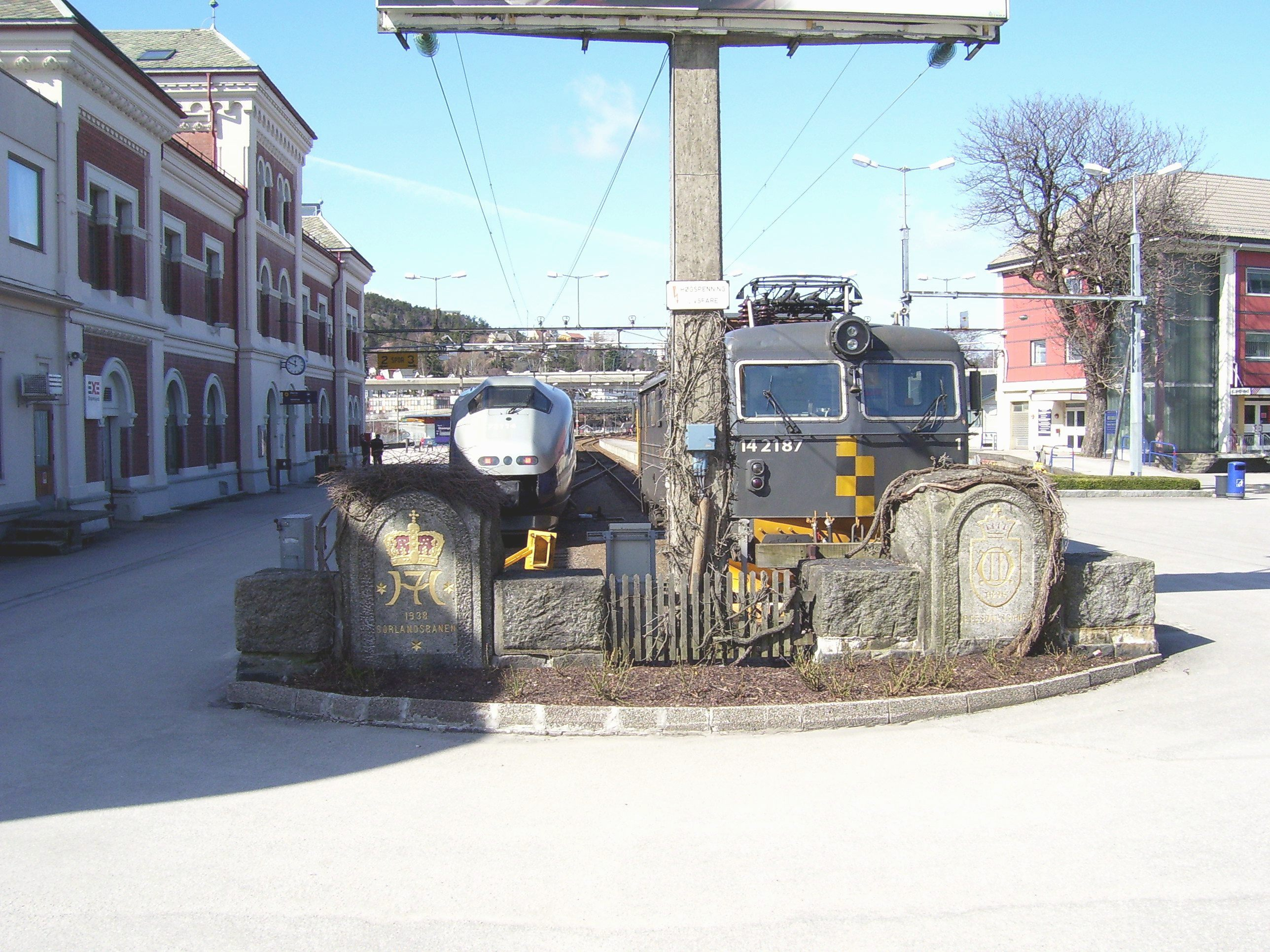